# Monopelopia pavida
Monopelopia pavida är en tvåvingeart som beskrevs av Harrison 1978. Monopelopia pavida ingår i släktet Monopelopia och familjen fjädermyggor.
Artens utbredningsområde är Sudan. Inga underarter finns listade i Catalogue of Life.